# Renault Fuego

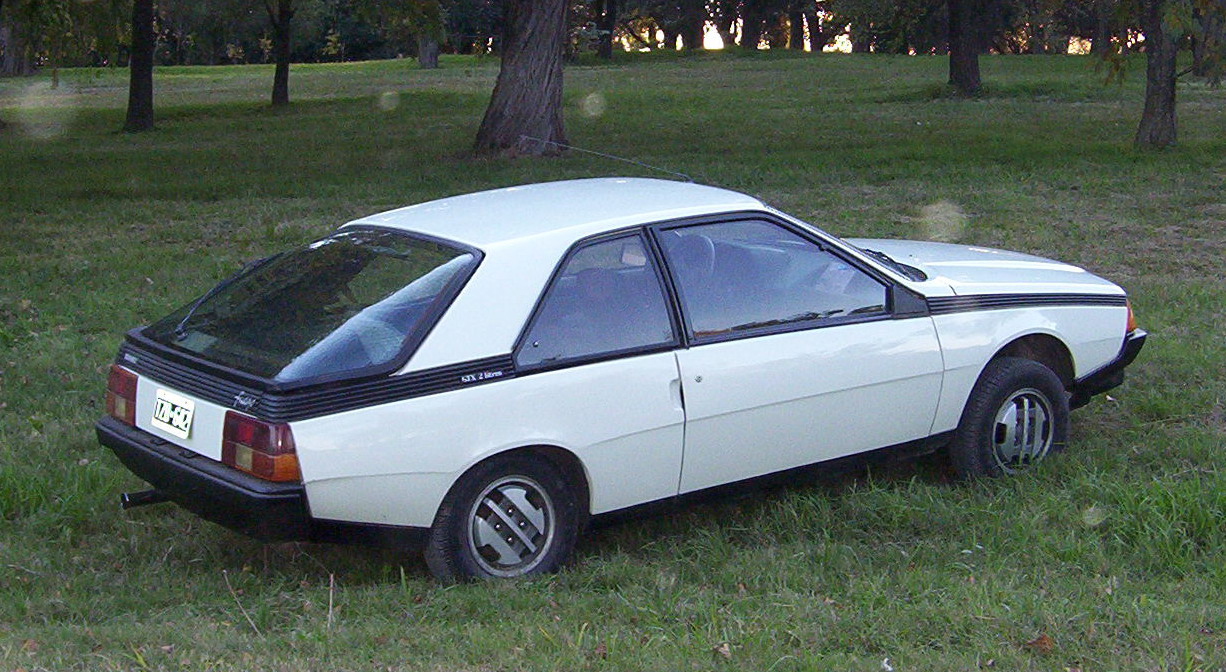
Renault Fuego GTX 2,0 1981 года

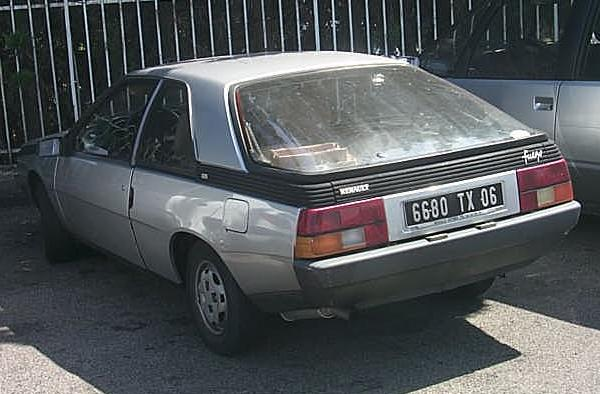
Renault Fuego TS 1,6

Renault Fuego — это легковой автомобиль, выпускавшийся Renault с 1980 по 1992 год. Он сменил собой Renault 15/17, купе 1970-х годов.

## История
Renault Fuego во многом основывался на Renault 18, имея общие с ним трансмиссию и днище, но отличаясь конструкцией передней подвески. В ней по-прежнему использовались двойные поперечные рычаги, которые, однако, не были взаимозаменяемыми с Renault 18. Эта подвеска в дальнейшем использовалась на обновлённом Renault 18 и Renault 25. Производство в Европе продолжалось до 1986 года (1985 — во Франции и 1986 — в Испании), а в Аргентине под названием «Fuego GTA Max» — до 1992 года.
Fuego также продавался в США через дилеров American Motors Corporation (AMC) с 1982 по 1985 год. Версия с кузовом кабриолет была представлена французским производителем кузовов «Heuliez» в 1982 году, однако из-за дороговизны не пошла в серийное производство — вместо неё выпускался Renault 11/Alliance с открытым верхом.
Fuego был достаточно популярным европейским четырёхместным спортивным купе в 1980—1982 годах, будучи разработанным в аэродинамической трубе (коэффициент лобового сопротивления составляет 0,32-0,35 в зависимости от модели и года).
Автомобиль имел дистанционную (без ключа) систему центрального замка, устанавливаемую с 1983 модельного года (с октября 1982 года). Эта система была разработана Полем Липшецем (Paul Lipschutz) и позднее ей стали оснащаться другие модели Renault.
Fuego имел на рулевом колесе систему контроля за аудиосистемой (европейские LHD GTX и Turbo; с октября 1983 года). Эта же система в дальнейшем устанавливалась и на Renault 25 в 1984 году.

## В производстве
Дизайн Fuego был создан Мишелем Жардином (Michel Jardin), работавшем в команде Робера Опро (Robert Opron), ранее участвовавшего в разработке Citroën SM, Citroën GS, Citroën CX и Renault 25.
Европейские машины имели следующие комплектации: 1,4 L TL, GTL, 1,6 L TS, GTS (механическая и автоматическая трансмиссии), 2,0 L TX и GTX (механическая и автоматическая трансмиссии). 2,1 L Turbo Diesel продавался на европейских рынках в 1982—1984 годах. Fuego Turbo (только с механической коробкой передач) был добавлен в 1983 году и имел обновлённую решётку радиатора, бамперы, дизайн колёс и новую приборную панель на моделях LHD. Для США в 1982—1983 годах предлагалась версия с 1,6 л двигателем (обычным или с турбонаддувом), в 1984-1985-х годах — 2,2 л двигателем.
Согласно официальным данным Renault, в общей сложности выпущено 265,367 машин. Во Франции (без учёта Испании и Аргентины) произведено 226,583 автомобилей с 1980 по 1985 год. Fuego оснащался множеством дополнительных опций, среди которых кожаный интерьер, многофункциональный маршрутный компьютер, круиз-контроль, кондиционер (заводской или дилерский с термостатом), а также электрический люк «Webasto» на крыше.
Renault продавал Fuego в Великобритании, надеясь привлечь покупателей Opel Manta и Ford Capri. В 1981—1982 году он имел некоторый успех, однако в дальнейшем продажи упали и в 1986 году предлагалось всего две модели — GTS и Turbo. После снятия с производства, Fuego не был непосредственно заменён другой моделью в диапазоне Renault. Подготавливалась разработка нового Fuego II в стиле Renault Alpine GTA, но она была отменена из-за возникших финансовых проблем и падения продаж спортивных купе в то время.

## Хронология
- Февраль 1980 — введение Renault Fuego в комплектациях TL и GTL с двигателями 1397 см³ (64 л. с., 47 кВт) и GTS с мотором 1647 см³ (96 л. с., 71 кВт). Трансмиссия — 4-ступенчатая МКПП (TL и GTL), 5-ступенчатая МКПП или 3-ступенчатая АКПП (GTS). Отличия — интерьер, детали оформления, колёса, оформления, опции и др. TL находилась на низшем уровне, GTL — на среднем и GTS — на высшем.
- 1981 — контрольная лампа о количестве топлива стандарт для всех комплектаций. GTS получает обновлённую коробку передач. Введение модификаций TX и GTX с двигателем 1995 см³ (мощностью 108 л. с.).
- 1982 — все GTL получают 5-ступенчатую коробку передач, GTS — электронное зажигание, GTS, TX и GTX — центральный замок. Введение 2,1L Turbo Diesel для европейских рынков и экспорт машин с 1,6-литровыми инжекторными моторами в США через дилеров American Motors.
- 1983 — GTL оснащаются двигателями 1647 см³ (73 л. с., 54 кВт) и 5-ступенчатыми МКПП.
- 1984 — обновление дизайна для нового модельного года — с новыми решётками радиатора, бамперами, колёсами, салоном, приборной панелью. Выпущена ограниченная партия машин с турбокомпрессорами для Швейцарии. Автомобиля для североамериканского рынка оснащаются 2,2-литровыми моторами и обновлёнными интерьерами.
- 1985 — окончание производства Fuego во Франции после введения Renault 21.

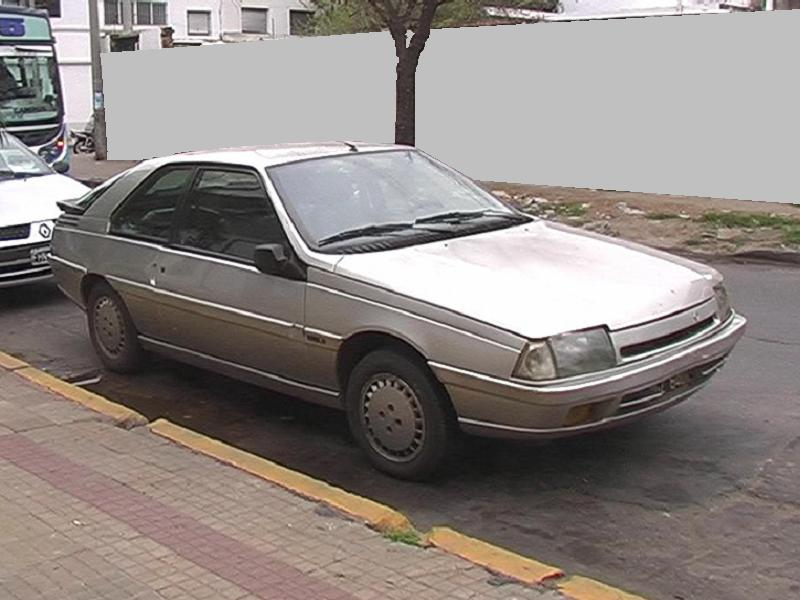
Fuego GTA Max (Аргентина)

- 1986 — окончание производства Fuego в Испании. Производство продолжается в Аргентине и Венесуэле. Аргентинские машины оснащаются 2,2-литровыми моторами (116 л. с., 85 кВт).
- 1990 — введение III GTA с новыми бамперами, указателями поворота и задними фонарями. Более мощная версия GTA Max оснащается 2,12-литровыми моторами (123 л. с., 90 кВт).
- 1992 — окончание производства Fuego в Южной Америке.